# Genesis (2014)
Pour les articles homonymes, voir Genesis.
L'édition 2014 de Genesis est une manifestation de catch (lutte professionnelle) enregistrée les 16 et 17 janvier 2014 au Von Braun Center de Huntsville, Alabama. Il s'agit de la neuvième édition de Genesis. Le programme a été diffusé en deux parties : la première en direct le jour de l'enregistrement sur Spike TV, et la deuxième en différé le 23 janvier 2014 (enregistrée le 17 janvier 2014) sur cette même chaîne. C'est la première fois que cet événement est retransmis gratuitement à la télévision, puisqu'il n'était auparavant disponible qu'en paiement à la séance (pay-per-view).

## Contexte
Les spectacles de la Total Nonstop Action Wrestling sont constitués de matchs aux résultats prédéterminés par les scénaristes de la TNA. Ces rencontres sont justifiées par des storylines - une rivalité avec plusieurs catcheurs, la plupart du temps - ou par des qualifications survenues dans les émissions de la TNA telles que Impact Wrestling et Xplosion. Tous les catcheurs possèdent un gimmick, c'est-à-dire qu'ils incarnent un personnage face (gentil) ou heel (méchant), qui évolue au fil des rencontres. Un événement comme Genesis représente donc un tournant pour les différentes storylines en cours.

## Déroulement de la première soirée
La diffusion commence avec Mike Tenay et Tazz qui dédient cette émission à Mae Young, une catcheuse morte quelques jours plus tôt à l'âge de 90 ans. Après une vidéo récapitulant les principaux événements des semaines précédentes, Rockstar Spud arrive sur le ring avant d'être rejoint par la présidente de la TNA Dixie Carter. Elle rappelle que ces dernières semaines Jeff Hardy puis A.J. Styles ont quitté la compagnie et que peut-être ce soir quelqu'un d'autre va partir de son propre chef. Elle profite aussi d'être sur le ring pour annoncer l'arrivée de Magnus. Le champion du monde poids-lourds de la TNA qui arrive sur le ring avec les deux ceintures de champion poids-lourds, celle qu'il a gagné à Final Resolution face à Jeff Hardy et celle qu'A.J. Styles a perdu face à lui la semaine dernière.

## Tableau des matchs
| #                                                                | Match | Stipulation                                                                                                 | Durée |
| ---------------------------------------------------------------- | --- | --- | ----- |
| Partie 1                                                         | | |       |
| 1                                                                | Samoa Joe, James Storm, Gunner, Eric Young, Joseph Park & ODB battent The BroMans (Jessie Godderz, Robbie E & Zema Ion), Bad Influence (Christopher Daniels & Kazarian) & Lei'D Tapa | 12-Person Intergender Tag Team match                                                                        | 7:32  |
| 2                                                                | Bully Ray bat Mr. Anderson | No Disqualification match                                                                                   | 9:34  |
| 3                                                                | Madison Rayne bat Gail Kim (c) (avec Lei'D Tapa) | Simple match pour le TNA Women's Knockout Championship                                                      | 4:06  |
| 4                                                                | Ethan Carter III bat Sting | Match simple avec Rockstar Spud et Magnus en tant que Special Guest Referees                                | 4:53  |
| Partie 2                                                         | | |       |
| 5                                                                | Kurt Angle bat Bobby Roode et conserve son TNA Hall of Fame | Steel Cage match                                                                                            |       |
| 6                                                                | Austin Aries bat Chris Sabin (c) (avec Velvet Sky) | Match simple pour le TNA X Division Championship                                                            |       |
| 7                                                                | Samoa Joe bat Rockstar Spud | Match simple                                                                                                |       |
| 8                                                                | Gunner bat James Storm | Match simple pour le TNA Feast or Fired World Title contract Détenu par Gunner avant le match.              |       |
| 9                                                                | Magnus (c) bat Sting | Match simple pour le TNA World Heavyweight Championship Si Sting perd, son contrat avec la TNA est terminé. |       |
| (c) désigne le(s) champion(s) défendant son titre dans le match. | | |       |